# Старица (Харьковская область)
Ста́рица (укр. Стариця) — село в Чугуевском (до 2020 года — в Волчанском) районе Харьковской области Украины.

## Население
Население по данным всеукраинской переписи 2001 года составляло 683 человека (309 мужчин и 374 женщины).

## Географическое положение
Село Старица находится на реке Старица в 1-м км от места впадения её в Печенежское водохранилище (река Северский Донец), ниже по течению примыкает село Бугроватка, село окружают большие лесные массивы (дуб).

## История
В начале 1990-х годов в селе действовали колхоз имени Мичурина, база отдыха «Эхо», клуб, медпункт, опорный пункт милиции, отделение связи, сельсовет, школа. До 2020 года село являлось административным центром Старицкого сельсовета, в который также входило село Избицкое.

## Экономика
- В селе при СССР были молочно-товарная и овце-товарная фермы.

## Объекты социальной сферы
- Школа
- Дом культуры